# ينس هارتسر
ينس هارتسر (بالألمانية: Jens Harzer)‏ (مواليد 14 مارس 1972)، هو ممثل ألماني ومنذ مارس 2019 فهو حامل خاتم إيفلاند (بصفته أفضل
ممثل مسرحي ناطق باللغة الألمانية في فيينا، حيث حصل على خاتم إيفالند،
وهو خاتم ماسي أصوله غامضة، يتم تقدميه للممثل بعد وفاة حامله السابق).
ويشتهر هارتسر بدوره في مسلسل «بابيلون برلين» حيث لعب دور طبيب يعالج محاربين قدامى بعد الحرب العالمية الأولى.

## من أعماله
- 1989: على مسار الحب (مسلسل تلفزيوني)
- 1995: هاديس
- 1995: شجاعة الأم
- 1996: اديو (مون امي)
- 1997: بيكاسو في ميونيخ
- 1998: حرية جديدة - لا وظائف
- 1999: امفيتريون (تلفزيون)
- 2000: سيمبلين (تلفزيون)
- 2003: عودة آنا (التلفاز)
- 2004: واحد والآخر (التلفزيون)
- 2006: شركة التأمين على الحياة
- 2006: قداس
- 2007: Windland (تلفزيون)
- 2009: نفس الشيء ولكن مختلف
- 2015: الصبي 7
- 2016: Tatort - عاشت الموت
- 2016: بجانب الحلبة - فقدان الذاكرة
- 2016: أجمل أيام أرانجويز
- 2017: تورت - أمور فو
- 2017: بابل برلين
- 2018: في النهاية ، أنت ميت
- 2018: منظف مسرح الجريمة ، الحلقة: واحد وثلاثون

## روابط خارجية
- ينس هارتسر على موقع IMDb (الإنجليزية)
- ينس هارتسر على موقع مونزينجر (الألمانية)
- ينس هارتسر على موقع ألو سيني (الفرنسية)
- ينس هارتسر على موقع ميوزك برينز (الإنجليزية)
- ينس هارتسر على موقع أول موفي (الإنجليزية)
- ينس هارتسر على موقع قاعدة بيانات الأفلام السويدية (السويدية)
- ينس هارتسر على موقع ديسكوغز (الإنجليزية)
- ينس هارتسر على موقع قاعدة بيانات الفيلم (الإنجليزية)
- ينس هارتسر على موقع كينوبويسك (الروسية)